# Alfred Sohn-Rethel

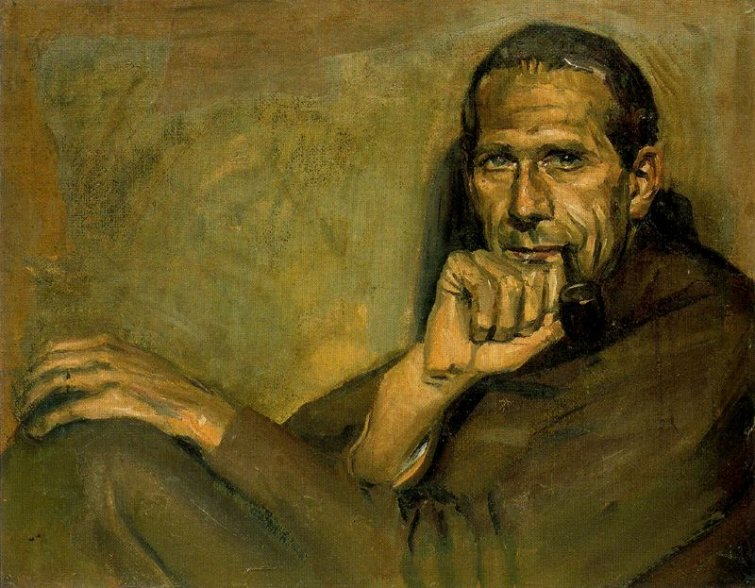
Kurt Schwitters: Porträt Alfred Sohn-Rethel während der Internierung im Camp Hutchinson 1940

Alfred Sohn-Rethel (* 4. Januar 1899 in Neuilly-sur-Seine bei Paris; † 6. April 1990 in Bremen) war ein deutscher Nationalökonom und Sozialphilosoph.

## Biografie

### Familie

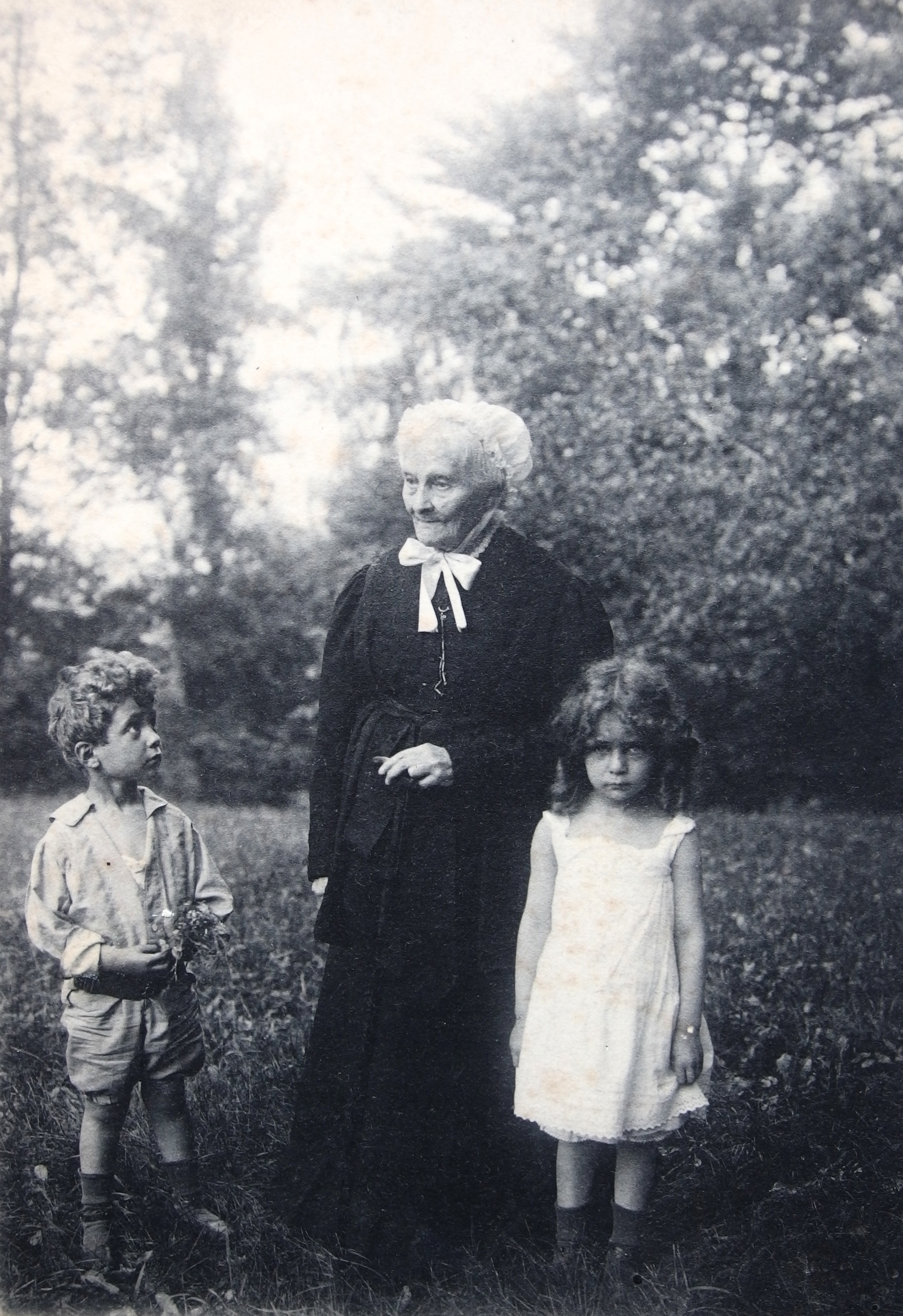
Elisabeth geb. Oppenheim, Gattin von August Grahl mit ihren Ururenkeln Alfred und Lissi Sohn-Rethel, in Loschwitz ca. 1902

Sohn-Rethel stammte aus einer Familie von Malern mit großbürgerlicher Verwandtschaft. Damit er nicht auch noch Maler würde, sollte er in einem amusischen Haushalt aufwachsen – bei dem mit der Familie befreundeten Düsseldorfer Stahlindustriellen Ernst Poensgen – und später Wirtschafts- oder Naturwissenschaften studieren. Zu Weihnachten 1915 wünschte er sich von seinem Pflegevater Poensgen die drei Bände des Kapitals, die er auch erhielt und dann äußerst gründlich zu studieren begann.
Sohn-Rethel war Urenkel des Historienmalers Alfred Rethel (1816–1859) und des Malers Karl Ferdinand Sohn (1805–1867) sowie Ur-Urenkel des Miniaturmalers August Grahl (1791–1868) und von Elisabeth, geb. Oppenheim (1813–1904). Sohn-Rethels gleichnamiger Vater Alfred (1875–1958), Sohn des Malers Karl Rudolf Sohn (1845–1908) und der Else Sohn-Rethel (1853–1933), Tochter von Alfred Rethel, kann als Maler ebenso wie dessen ebenfalls als Kunstmaler tätige Brüder Otto Sohn-Rethel (1877–1949) und Karli Sohn-Rethel (1882–1966) stilistisch der Klassischen Moderne zugeordnet werden. Sohn-Rethels Mutter Anna Julie Michels (1874–1957) kam aus dem jüdischen Elternhaus Oppenheimer und verfügte über Beziehungen zu einflussreichen Kreisen in Industrie und Hochfinanz. Seine ältere Schwester Elisabeth („Lissi“, 1897–1993) war die zweite Ehefrau des Schauspielers Albert Steinrück. Sein jüngerer Bruder Hans-Joachim Sohn-Rethel war Maler und Kabarettist.
In erster Ehe war Sohn-Rethel seit 1920 mit der Musikerin Tilla Henninger (1893–1945) verheiratet. Der Ehe entstammte die Tochter Brigit (1921–1995), die mit dem Maler Hans Potthof und später mit dem Briten Peter Wright verheiratet war. Tilla Henninger wollte Sohn-Rethel von der Schweiz aus ins französische Zwischenexil nachkommen, doch scheiterten ihre Bemühungen um ein Visum.
Im britischen Exil ging Sohn-Rethel im Jahre 1945 eine Ehe mit Joan Margeret Levi (1907–1980) ein, der die Kinder Ann (* 1949) und Martin (1947–2016) entstammen. Joan Levi arbeitete als Krankenschwester im Queen Elisabeth-Hospital in Birmingham in der Nachbehandlung von Krebskrankheiten. Ihr zuliebe blieb er in Großbritannien, wo er private Nachhilfestunden in Französisch gab und als Lehrer arbeitete. Sein Sohn Martin Sohn-Rethel lehrte von 1990 bis 2013 Film- und Medienwissenschaft am Varndean College in Brighton. Ann Sohn-Rethel ist Keramikerin in Cheltenham.
1984 heirateten Alfred Sohn-Rethel und Bettina Wassmann (1942–2024); Wassmann war in Bremen tätig als Buchhändlerin und Verlegerin.

### Ausbildung und Beruf
Alfred Sohn-Rethel wuchs zunächst in Barbizon auf. Von 1908 bis 1912 lebte er als Pflegekind in der Familie des Stahlindustriellen Ernst Poensgen in Düsseldorf und begann bereits in seiner Schulzeit mit der Lektüre des Kapital von Karl Marx. Hier erhielt er erste Kontakte zur Anti-Kriegsbewegung. Die in der Folge entstandenen Konflikte in der Schule und auch in der Familie Sohn-Rethel, die mit ihm 1912 nach Berlin zog, führten dazu, dass Alfred nach Lüneburg übersiedelte, wo er im Januar 1917 am Johanneum sein Abitur ablegte.
Auf Druck der Eltern immatrikulierte er sich zunächst in Darmstadt in Chemie, wechselte aber noch im selben Jahr nach Heidelberg, um Ökonomie, Philosophie, Geschichte und Soziologie zu studieren. Er pendelte zwischen Heidelberg, wo er Emil Lederer, Alfred Weber, Heinrich Rickert hörte, und Berlin, wo Ernst Cassirer über Immanuel Kant und Probleme der Erkenntnistheorie las. 1921/22 zog er sich nach Gaiberg am Königsstuhl zurück, wo er sich für ein Jahr mit dem Marxschen Kapital beschäftigte.
Die desolate wirtschaftliche Situation in Deutschland veranlasste ihn zu einem längeren Aufenthalt in Italien. Hier lebte die junge Familie von 1923 bis 1926 in der Villa des Onkels Otto Sohn-Rethel in Anacapri, sowie in Positano bei Alfreds Lieblingsonkel, dem Maler Karli Sohn-Rethel. In diese Zeit fielen zahlreiche essayistische Texte.
Nach seiner Rückkehr nach Deutschland arbeitete Sohn-Rethel an seiner Dissertation und promovierte im Frühjahr 1928 in Heidelberg beim austromarxistischen Ökonomen Emil Lederer in Nationalökonomie. In seiner Dissertation kritisiert er die Theorie des Grenznutzens als eine »petitio principii«, da diese Richtung den Zahl-Begriff stillschweigend voraussetzt. Seine theoretischen Fragestellungen und Theorieansätze sowie sein geistiger Hintergrund weisen eine Verwandtschaft mit dem Denken der Kritischen Theorie auf. Im Jahr 1924 hatte er auf Capri Theodor W. Adorno und Siegfried Kracauer kennengelernt. Schon in Heidelberg war er seit 1920 mit Ernst Bloch befreundet und seit 1921 mit Walter Benjamin bekannt gewesen. Von da an stand er zeitlebens in Kontakt mit den Vertretern der Frankfurter Schule, insbesondere mit Adorno. Es kam aber wegen Max Horkheimers Bedenken einer etwaig zu spekulativen Gesellschaftskritik zu keiner festen Zusammenarbeit.
Durch Vermittlung von Poensgen gelangte er im September 1931 zu einer wissenschaftlichen Hilfstätigkeit beim Mitteleuropäischen Wirtschaftstag (MWT). Der MWT war ein Interessenverband der führenden deutschen Industrieunternehmen, Banken und Verbände. Dort konnte Sohn-Rethel – für Soziologen ein seltener Fall – ab 1931 unerkannt „in der Höhle des Löwen“ und aus nächster Nähe, „im zweiten Rang Mitte“, das machtpolitische Geschehen beobachten und nach Branchen analysieren. Seine kommunistischen Überzeugungen verheimlichte er. In der Emigration verfasste Sohn-Rethel später auf der Grundlage eigener Beobachtung seine Analyse, die erst 1973 unter dem Titel „Ökonomie und Klassenstruktur des deutschen Faschismus“ veröffentlicht wurde. 
Im September 1932 brachte Sohn-Rethel in den Deutschen Führerbriefen, einem in Wirtschaftskreisen viel gelesenen Blatt, anonym einen zweiteiligen Artikel unter, in dem er die Nationalsozialisten dafür lobte, Ersatz für die Massenbasis zu bieten, die bisher die SPD in der Weimarer Republik gehabt habe. Zwar seien sie in Teilen ebenfalls antikapitalistisch, doch stellten sie die einzige Hoffnung auf eine „soziale Rekonsolidierung des Kapitalismus“ dar. Die Wirtschaft solle sich daher hinter den Nationalsozialismus stellen und ihn so zähmen, wie sie es in den Jahren zuvor mit der SPD getan habe. Dies entsprach nicht Sohn-Rethels Überzeugungen. Er handelte vielmehr als Agent Provocateur: Kaum war der Artikel erschienen, sandte Sohn-Rethel eine Kopie an Die Rote Fahne, die Parteizeitung der KPD, die ihn für ihre Propaganda benutzte, wonach Wirtschaftsbosse und NSDAP unter einer Decke stecken würden. Nach dem Zweiten Weltkrieg wurde der Artikel mehrfach als Indiz dafür angeführt, der Aufstieg der NSDAP gehe auf Unterstützungen aus der Großindustrie zurück, bis Sohn-Rethel 1970 selbst seine Verfasserschaft und seine Motive dabei bekanntmachte.
Von der ersten groß angelegten Razzia, die Polizei und SA nach der NS-Machtübernahme im März 1933 gegen die Künstlerkolonie Berlin durchführten, blieb er verschont. Er wohnte bei seiner Schwester Lissi Steinrück auf der Laubenheimer Straße 1. Die Wohnungstür unter ihm, die des Theaterregisseurs Heinz Hilpert, wurde aufgeschossen, doch zu ihm kamen sie nicht hoch. Im Winter wurde er bei einer folgenden Razzia verhaftet, man hatte in einem Verschlag einen Koffer mit Kampfschriften, Flugblättern und Auszügen aus alten Büchern wie jenes von Rosa Luxemburg: „Die Wirtschaftsgeschichte“ gefunden, und zwei Tage und zwei Nächte saß er in der Gestapo-Zentrale im Prinz-Albrecht-Palais ein. Nach seiner Entlassung verlor Sohn-Rethel seinen Posten beim MWT. Bis 1936 verharrte er in Berlin in der Wohnung einer Baugenossenschaft der Polizei. 1934 hatte er den Posten eines Geschäftsführers der Ägyptischen Handelskammer Deutschland in der Bendlerstraße angetreten. Gleichzeitig hielt er Kontakt zu linkssozialistischen Widerstandsgruppen wie Neu Beginnen und Roter Stoßtrupp und nahm Kontakt auf mit Richard Löwenthal, Margret Boveri, Peter von Haselberg.
Im Jahr 1936 emigrierte Sohn-Rethel über die Schweiz nach Frankreich. Seine Frau Tilla und seine Tochter Brigit hatte er 1935 nach Luzern vorausgeschickt, wo sie blieben. Nach anderthalb Jahren in Paris gelangte Sohn-Rethel schließlich nach Großbritannien. Im Hutchinson Internierungslager in Douglas auf der Isle of Man, einem Lager für deutsche und österreichische Emigranten, traf er 1940 Werner Türk wieder, der in der Künstlerkolonie in Berlin über ihm gewohnt hatte. Die Internierten lebten in einer Art Eisenbahnersiedlung, Sohn-Rethel in einem kleinen Haus zusammen mit Kurt Schwitters. Hier entstand das von Schwitters gemalte Porträt Sohn-Rethels. Während seiner Zeit im Lager verfasste Sohn-Rethel wirtschaftspolitische Analysen für den Kreis um Winston Churchill, der sich gerne über die Arbeiten von deutschen Emigranten informierte, um sich gegenüber Arthur Neville Chamberlains Appeasement-Politik rechtfertigen zu können.
Vierzig Jahre blieb Sohn-Rethel in Großbritannien, 1947 nahm er die britische Staatsbürgerschaft an. Stundenweise verdiente er sein Geld als Französischlehrer in Birmingham und lebte vom schmalen Gehalt seiner zweiten Frau Joan Margeret, geborene Levi, die im Hospitalwesen beschäftigt war. In den 1950er Jahren lernte er in Birmingham den Altphilologen und Marxisten George Derwent Thomson kennen, der in theoretischen Fragen sein wichtigster Gesprächspartner in dieser Zeit war. Thomson machte ihn unter anderem mit der Philosophie des Parmenides bekannt. Während Thomson den parmenideischen Substanzbegriff (το ἐόν) „als Reflex oder Projektion der Substanz des Warenwertes“ gleichsetzte, ist dieser Seinsbegriff für Sohn-Rethel die erste philosophische Kategorie, die durch das Münzgeld entstanden ist, da dies als materiell konstant und unveränderlich gedacht wird.
Nach dem Zweiten Weltkrieg trat er in die Communist Party of Great Britain ein. Er war zwar bald ernüchtert angesichts ihres Dogmatismus, hielt ihr aber dennoch bis zu seinem Umzug in die Bundesrepublik Deutschland 1972 die Treue. 
Erst spät im Leben erfuhr er Anerkennung durch die 68er-Bewegung. Suhrkamp-Verleger Siegfried Unseld machte anlässlich des Begräbnisses von Adorno 1969 die Bekanntschaft von Sohn-Rethel. Auf dessen Zuraten verfasste Sohn-Rethel sein opus magnum Geistige und körperliche Arbeit, womit er im undogmatischen Teil der Studentenbewegung großen Anklang fand. Besonders Hans-Jürgen Krahl und Oskar Negt waren sehr von seiner materialistischen Erkenntnistheorie beeindruckt. Auf Fürsprache und Vermittlung von Negt erhielt Sohn-Rethel 1972 bis 1976 eine Gastprofessur am mathematischen Fachbereich der Universität Bremen. 1978 folgte eine ordentliche Professur, die er bis Mitte der 1980er Jahre innehatte. In der industriesoziologischen Forschung der 1970er und 1980er Jahre hatte er mit seinem Subsumtionstheorem einen großen Einfluss vor allem beim Institut für Sozialforschung (IfS) und beim ISF München. 
1984 heiratet er zum dritten Mal, die Buchhändlerin Bettina Wassmann. Er freute sich über die Stunden, die er, zumeist vormittags, arbeiten konnte, da ihm seine Augen zusehends zu schaffen machten, und saß zusammen mit Detlev Claussen an einer Neufassung seiner Faschismusanalyse.

## Theorien
Sohn-Rethels zeitlebens beharrlich verfolgtes Ziel war die Verbindung der Erkenntniskritik Immanuel Kants mit der „Kritik der Politischen Ökonomie“ von Karl Marx zu einer materialistischen Erkenntnistheorie und Erkenntniskritik. In der „Realabstraktion des Warentausches“ sah Sohn-Rethel die entscheidende Bedingung für den Erwerb formal-abstrakten Denkens. Sämtliche Kantschen Kategorien waren für ihn im Warentausch immanent enthalten: Raum, Zeit, Quantität, Qualität, Substanz, Akzidenz, Bewegung, Wert usw. Nach Sohn-Rethel entstand das formal-abstrakte Denken, das zuerst in Form der ionischen Naturphilosophie in der Kulturgeschichte auftauchte, durch die lydische Erfindung des Münzgeldes (vgl. u. a. Warenform und Denkform, 1978; Das Geld, die bare Münze des Apriori, 1990). Durch die Notwendigkeit, beim münzgeldvermittelten Warentausch von jeder empirischen Qualität zu abstrahieren, wurden die Menschen unbewusst dazu angeleitet, in formal-abstrakten Kategorien und Formen zu denken. Seine erkenntnistheoretische Konzeption fand in den 1970er und 1980er Jahren eine starke Beachtung bei westeuropäischen Intellektuellen. In den Altertumswissenschaften wird die Theorie Sohn-Rethels deutlich weniger rezipiert als jene an Eric A. Havelock anschließenden Theorien, die im phonetischen Alphabet eine Hauptbedingung der Entwicklung des Denkens im antiken Griechenland sehen. Sohn-Rethels Ansatz wurde allerdings von Rudolf Wolfgang Müller 1977 in Geld und Geist in differenzierter Form aufgegriffen und weiterentwickelt. Der englische Altertumswissenschaftler Richard Seaford hat ein Buch mit dem Titel Money and the Early Greek Mind vorgelegt, in dem er sich positiv auf Sohn-Rethel und Müller bezieht. Ebenso dem Erklärungsansatz Sohn-Rethels verpflichtet weiß sich die ökonomietheoretische und soziologische Aufarbeitung der Verkehrsökonomie und ökonomischen Rationalität im postmykenischen Mittelmeerraum von Othmar Franz Fett in Der undenkbare Dritte. Vorsokratische Anfänge des eurogenen Naturverhältnisses. Im Widerspruch zu Thomson, Sohn-Rethel und Müller kommt Tobias Reichardt 2003 in seiner Untersuchung der Marxschen Theorie der Antike jedoch zu dem Schluss, dass die Ökonomie der Antike die von Marx beschriebenen Grenzen zum Kapitalismus nicht überschreiten konnte.
In soziologischer Hinsicht machte ihn seine Unterscheidung von Markt- und Zeitökonomie in der Industriesoziologie bekannt. Getreu der Marxschen These, wonach alle Ökonomie in Zeit mündet, steht für ihn das zeitökonomische „Theorem der reellen Subsumtion“ im Gegensatz zur Marktökonomie. Denn der Zeitimperativ beschränke sich nicht nur auf die Wirtschaft, sondern erstrecke sich universal auf alle gesellschaftlichen Erscheinungsformen. Subsumtion im engeren Sinne bedeute „die Scheidung der geistigen Potenzen des Produktionsprozesses von der Handarbeit.“ Allgemein stehe die Subsumtion für „die Entwicklung der gesellschaftlichen Produktivkraft Arbeit durch die bewusste Organisation von Arbeitsteilung und Kooperation und die gezielte Nutzung von Naturwissenschaft und Technik unter der Kontrolle des Kapitals für die Produktion des relativen Mehrwerts.“
Darüber hinaus analysierte er wirtschaftspolitische Zusammenhänge, insbesondere beim politischen Aufstieg des „Deutschen Faschismus“ (Nationalsozialismus). Hier legte er vor allem Wert auf die Unterscheidung zwischen dem wirtschaftlich prosperierenden „Brüning-Lager“ (Elektro-, Chemie-, Maschinenbauindustrie, Großbanken) und den defizitären Industriezweigen (Stahl-, Montan-, Bau- und Betonindustrie – mit Ausnahme von Krupp), die er der Harzburger Front zuordnete. Erst die Zustimmung des I.G. Farben-Generalrats Anfang Dezember 1932 zum Programm der „Agrarkartellierung“, einem Interessenkompromiss von Industrie und Großagrariern, habe den Weg zur Diktatur freigemacht (darüber berichtet Sohn-Rethel auch in einem seiner letzten Gespräche in dem Film Stumpfe Sense – Scharfer Stahl; Bauern, Industrie und Nationalsozialismus, ein Dokumentarfilm, der die Entstehungsbedingungen des deutschen Faschismus auf dem Lande anhand der Landvolkbewegung rekonstruiert.)
Sohn-Rethel griff bei seinen Ausführungen auch Überlegungen von Eugen Schmalenbach auf, der im Jahr 1928 in einem Vortrag die These aufgestellt hatte, dass deutsche Unternehmen wegen steigender Fixkosten besondere Probleme hätten, die letztlich eine staatliche Intervention erforderlich machen würden. Schmalenbach stellte einen Widerspruch zwischen „technischer Rationalität“ und „ökonomischer Rationalität“ fest (bei Sohn-Rethel dann Widerspruch zwischen „Produktionslogik“ und „Verkaufslogik“). Sohn-Rethel folgerte daraus, es gäbe bei Fehlen einer sozialen Revolution „keine andere Alternative, als die kapitalistische Produktion unabhängig vom Markt, d. h. zur Erzeugung nicht mehr marktgängiger Produkte nach rein betriebsökonomischen Notwendigkeiten weiterzuführen. Das ist die ökonomische Definition des Faschismus.“
Diese Thesen fanden zum Teil Eingang in die marxistisch orientierte Geschichtswissenschaft. Der Historiker Reinhard Neebe kritisiert dagegen in seiner Studie Großindustrie, Staat und NSDAP 1930–1933, Sohn-Rethel würde aufgrund seiner persönlichen Involviertheit die Rolle des MWT in den frühen dreißiger Jahren weitgehend überzeichnen. Der Bielefelder Sozialhistoriker Hans-Ulrich Wehler rechnet in seiner Deutschen Gesellschaftsgeschichte Sohn-Rethels Deutung des Faschismus zu den „älteren Fehlinterpretationen“. In neueren Arbeiten zur deutschen Wirtschaftsgeschichte während der Zeit des Nationalsozialismus wird Sohn-Rethel selten rezipiert.

## Werkausgaben
- Die politischen Büros der deutschen Großindustrie. In: Blick in die Welt 1948 (15), S. 20–22, 1948.
- Geistige und körperliche Arbeit. Zur Theorie gesellschaftlicher Synthesis. Suhrkamp, Frankfurt am Main 1970.
  - englische Übersetzung: Intellectual and Manual Labour. A Critique of Epistemology. Brill, Leiden 2020, ISBN 978-90-04-27910-0.
- Die soziale Rekonsolidierung des Kapitalismus. Erstmals anonym erschienen in: Deutsche Führerbriefe. Nr. 72 und 73, Berlin 16. und 20. Sept. 1932 → online.
- Ein Kommentar nach 38 Jahren. In: Kursbuch. 21. September 1970, S. 17–35, 1970 → Ausschnitt: siehe letzten Abschnitt: „Die Bestinformierten in Deutschland“ (Memento vom 19. August 2008 im Internet Archive)
- Ökonomie und Klassenstruktur des deutschen Faschismus. Suhrkamp, Frankfurt am Main 1973.
- Warenform und Denkform. Mit zwei Anhängen [incl. Dissertation]. Suhrkamp, Frankfurt am Main 1978.
- Soziologische Theorie der Erkenntnis. Suhrkamp, Frankfurt am Main 1985, ISBN 3-518-11218-X.
- Das Ideal des Kaputten. Über neapolitanische Technik. In: L’invitation au voyage zu Alfred Sohn-Rethel. Bettina Wassmann, Bremen 1979, ISBN 3-9800243-0-X.
- Produktionslogik gegen Aneignungslogik. In: Peter Löw-Beer: Industrie und Glück. Der Alternativ-Plan von Lucas Aerospace. S. 195–210, Wagenbach, Berlin 1981
- Sigurds Ratten. Wassmann, Bremen 1985 → Audio-Datei O-Ton ASR.
- Alfred Sohn-Rethel, Stefan Breuer, Bodo von Greiff: Differenzen im Paradigmakern der Kritischen Theorie, Teil II. In: Leviathan 14 (2), S. 308–320, 1986.
- Geistige und körperliche Arbeit. Zur Epistemologie der abendländischen Geschichte. Revidierte und ergänzte Neuauflage, VCH, Weinheim 1989, ISBN 3-05-003970-1.
- Das Geld, die bare Münze des Apriori. Wagenbach, Berlin 1990, ISBN 978-3-8031-5127-8.
- Theodor W. Adorno und Alfred Sohn-Rethel. Briefwechsel 1936–1969. Herausgegeben von Christoph Gödde, edition text + kritik, München 1991, ISBN 3-88377-403-0.
- Industrie und Nationalsozialismus. Aufzeichnungen aus dem »Mitteleuropäischen Wirtschaftstag«. Herausgegeben und eingeleitet von Carl Freytag, Wagenbach, Berlin 1992.
- Von der Analytik des Wirtschaftens zur Theorie der Volkswirtschaft. Frühe Schriften. Hg. von Oliver Schlaudt und Carl Freytag, ça ira, Freiburg 2012, ISBN 978-3-86259-109-1.
- Die deutsche Wirtschaftspolitik im Übergang zum Nazifaschismus. Analysen 1932–1948 und ergänzende Texte. Hg. von Carl Freytag und Oliver Schlaudt, ça ira, Freiburg 2015, ISBN 978-3-86259-120-6.
- Das Ideal des Kaputten. Herausgegeben und mit einem Nachwort versehen von Carl Freytag, ça ira, Freiburg 2018, ISBN 978-3-86259-144-2.
- Geistige und körperliche Arbeit. Theoretische Schriften 1947–1990, herausgegeben von Carl Freytag, Oliver Schlaudt und Françoise Willmann, Schriften IV, In zwei Teilbänden, Freiburg 2018, ISBN 978-3-86259-121-3.

## Film und Funk
- Stumpfe Sense – Scharfer Stahl; Bauern, Industrie und Nationalsozialismus, Dokumentarfilm von Quinka Stoehr, Kay Ilfrich und Jens Schmidt, D 1990; In dem Dokumentarfilm geht es um die Landvolkbewegung in Schleswig-Holstein, bzw. die Entstehungsbedingungen des deutschen Faschismus auf dem Lande. Sohn-Rethel berichtet in dem Film (in einem seiner letzten Gespräche als Zeitzeuge) über seine Mitarbeit am MWT (Mitteleuropäischen Wirtschaftstag), einem Planungsbüro der deutschen Wirtschaft, die Ideengeber für die Kartellierung der Landwirtschaft war, die dann z. T. von den Nationalsozialisten umgesetzt wurde. Darüber schreibt er auch ausführlich in seinem Buch: Ökonomie und Klassenstruktur des deutschen Faschismus. Suhrkamp, Frankfurt am Main 1973
- L'Invitation au Voyage mit Alfred Sohn-Rethel. BR Deutschland 1984, biographischer Dokumentarfilm, 44 Min., Buch, Regie und Produktion: Eva-Maria Grimm, freie Filmemacherin, ZDF/NDR/Deutsche Wochenschau.[23][24][25]
- Geboren 1898 [sic!], Alfred Sohn-Rethel, Sozialphilosoph. BR Deutschland 1988, Fernseh-Dokumentarfilm, 60 Min., Buch und Regie: Günther Hörmann, NDR-Hamburg, Erstsendung: 3. Juli 1988,[26] „Dokumentarisches Porträt eines Menschen, für den Denken Leben ist: Alfred Sohn-Rethel.“
- Erinnerungen. Ein Rundfunkvortrag, aufgezeichnet 1977. Aus: Zeitlebens Außenseiter. Eine Hommage zu seinem hundertsten Geburtstag. Radio Bremen 1999. (Youtube)
- „Zeitlebens Außenseiter“ – Eine Hommage zu seinem hundertsten Geburtstag. Mit einem Vorwort von Oskar Negt und einem Grußwort von Henning Scherf. Doppel-CD. Koproduktion Radio Bremen / Verlag Bettina Wassmann 1998. Redaktion Gabriele Intemann, Jörg-Dieter Kogel, Kai Schlüter. Enthält „Erinnerungen“, „Sigurds Ratten“, „Vesuvbesteigung“, Vortrag „Von der Wiedergeburt der Antike zur neuzeitlichen Naturwissenschaft“.

## Ehrungen
- 1988: Verleihung der Ehrendoktorwürde der Universität Bremen
- 1988: Bundesverdienstkreuz

### Beiträge von Sohn-Rethel
- Drittes Kapitel seiner Dissertation

### Beiträge über Sohn-Rethel
- Rainer Gruber: Sohn-Rethel und die Häutungen der modernen Physik (Vortrag auf der Tagung „Die Aktualität Alfred Sohn-Rethels“ an der Université de Lorraine, Nancy, 13.–14.12.2018)
- Helmut Höge: Sohn-Rethel-Dossier. In: taz, 4. Dezember 2008
- Axel Paul: Alfred Sohn-Rethel auf dem Zauberberg. (Memento vom 29. September 2007 im Internet Archive) (PDF, 179 kB)
- Karl Reitter: Alfred Sohn-Rethel und die erweiterte Warenanalyse.
- Manfred Dahlmann: Warenform und Denkform. Eine Einführung in den Grundgedanken Alfred Sohn-Rethels (Vortrag, Rote-Ruhr-Uni 1997)
- Michael Berger: Wirtschaftliche Voraussetzungen der Machtergreifung. Zur Faschismustheorie Alfred Sohn-Rethels.
- Tobias Reichardt, Aporien in der Erkenntnistheorie Sohn-Rethels